# Няріс (Вільнюс)
АФК «Няріс» Вільнюс (лит. AFK Vilniaus Neris) — колишній литовський футбольний клуб з Вільнюса, що існував у 1966—1994 роках.

## Історія назв
- 1966 — Няріс;
- 1991 — Літовус Маккабі;
- 1992 — АЛК «Няріс»;
- 1993 — АФК «Няріс».

## Досягнення
- А-ліга
  - Срібний призер (1): 1991
- Кубок Литви
  - Володар (1): 1992.